# Piercia verticata
Piercia verticata là một loài bướm đêm trong họ Geometridae.